# Cycle biologique et terrestre du carbone
Le cycle du carbone est une composante intégrale de la vie sur Terre. Le carbone représente environ la moitié du poids sec de la plupart des organismes vivants[réf. nécessaire] et joue un rôle important dans la structure, la biochimie et la nutrition de toutes les cellules vivantes. La biomasse vivante représente à peu près 550 gigatonnes de carbone, dont une grande majorité dans les milieux terrestres, principalement sous forme de bois, tandis que 1 200 gigatonnes de carbone sont stockés dans la biosphère terrestre sous forme de biomasse morte.
Le cycle du carbone dans la biosphère terrestre est plus ou moins rapide, selon la forme sous laquelle le carbone est stocké et les circonstances. C'est dans l'atmosphère que les échanges sont les plus rapides, tandis que de petites quantités de carbone quittent la biosphère terrestre et pénètrent dans les océans sous forme de carbone organique dissous.

## Flux de carbone dans la biosphère terrestre
La majorité du carbone contenu dans la biosphère terrestre est stockée dans les forêts : elles contiennent 86 % du carbone terrestre (hors sols), tandis que les sols forestiers contiennent 73 % du carbone du sol. Le carbone stocké à l'intérieur des plantes peut être transféré à d'autres organismes lorsque les plantes sont consommées ou décomposées. Lorsque les animaux ingèrent des plantes (ou d'autres animaux), le carbone organique est assimilé par digestion puis utilisé par les animaux. De même pour les bactéries et autres hétérotrophes : les restes de plantes ou d'animaux déposés dans ou au-dessus des sols y résident un certain temps avant d'être décomposés puis respirés. Une partie du cycle du carbone consiste ainsi en des transferts de carbone au sein de la chaîne alimentaire.

## Flux de carbone entre la biosphère terrestre et d'autres systèmes

### Atmosphère

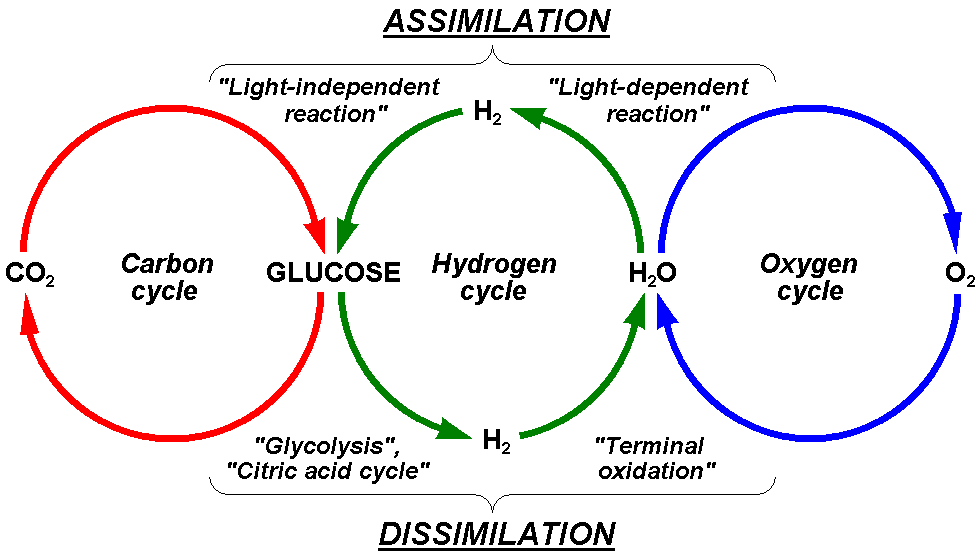
Interconnexion entre les cycles du carbone, de l'hydrogène et de l'oxygène dans le métabolisme des plantes photosynthétiques.

Les autotrophes, tels que les arbres et autres plantes vertes, utilisent la photosynthèse pour convertir le dioxyde de carbone en sucres lors de la production primaire, et libérent ainsi de l'oxygène. Ce flux est particulièrement important dans les écosystèmes à forte croissance, par exemple dans les jeunes forêts. Le carbone étant consommé pendant la croissance autotrophe, ce flux est plus important au printemps ou en été et durant la journée, plutôt qu'en hiver ou la nuit lorsque la photosynthèse est ralentie voire stoppée.
Les transferts de carbone entre la biosphère et l'atmosphère prennent place à différentes échelles de temps: alors que l'absorption de carbone par respiration autotrophe suit un cycle journalier et saisonnier, le carbone peut résider dans la biosphère terrestre sous forme de nécromasse pendant plusieurs siècles, par exemple dans le bois ou le sol, avant d'être décomposé et respiré par des hétérotrophes.
La majeure partie du carbone quitte la biosphère terrestre par la respiration. En présence d'oxygène, la respiration aérobie  produit du dioxyde de carbone, alors qu'en absence d'oxygène, par exemple dans les marais ou dans le tube digestif des animaux, la respiration anaérobie produit du méthane. Environ la moitié de la production primaire brute (le carbone assimilé par les autotrophes) est relarguée par la respiration des plantes directement dans l'atmosphère, tandis qu'une partie de la production primaire nette (le carbone restant, incorporé dans la biomasse) est rejetée dans l'atmosphère par les feux et la respiration hétérotrophe. Le reste est converti en carbone organique du sol ou en carbone dissous "inerte", qui peuvent résider dans les sols pendant des siècles.

### Lithosphère
Le carbone dans la biosphère terrestre n'entre dans la lithosphère que sous certaines conditions. Lorsque la décomposition anaérobie transforme une matière organique en matière riche en hydrocarbures, elle-même ensuite déposée sous forme de sédiment, le carbone peut pénétrer dans la géosphère par des processus tectoniques et y être séquestrée pendant plusieurs millions d'années, ce qui peut conduire à la formation de combustibles fossiles.

### Influences anthropiques
L'activité humaine a eu et continue d'avoir des effets directs importants sur la biosphère terrestre, modifiant ainsi son fonctionnement en tant que réservoir de carbone. Les incendies d'origine anthropique dégagent de grandes quantités de carbone sous forme de CO2 directement dans l'atmosphère. Plus important encore, les humains modifient l'occupation des sols, remplaçant souvent les forêts stockant de grandes quantités de carbone par des espaces agricoles ou urbains. Cela libère le carbone stocké dans l'ancien couvert végétal et réduit simultanément la capacité de la biosphère à absorber le carbone de l'atmosphère, diminuant considérablement la quantité de carbone que la biosphère terrestre peut absorber.
Indirectement, les changements climatiques induits par l'homme entraînent des modifications généralisées du rôle de l'écosystème terrestre dans le cycle du carbone. À mesure que les climats locaux se transforment, les sites qui ont longtemps été propices à un type d'écosystème peuvent devenir plus favorables à d'autres types d'écosystèmes. Par exemple, le réchauffement de l'Arctique a provoqué un stress hydrique dans les forêts boréales nord-américaines, réduisant ainsi la production primaire et l'absorption de carbone, tandis que dans les mêmes zones, le réchauffement a entraîné une croissance accrue de la végétation arbustive produisant un effet inverse. Les changements climatiques peuvent également affecter le cycle du carbone en affectant les animaux, par exemple, les changements climatiques peuvent créer des conditions plus favorables pour le dendroctone du pin, entraînant de grandes épidémies de dendroctones et la destruction des forêts. Des changements dans les régimes de précipitations peuvent également entraîner des sécheresses ou des épisodes de précipitations extrêmes, entraînant un stress supplémentaire pour les écosystèmes et davantage d'érosion. Non seulement ces influences sur l’écosystème terrestre modifient-elles les échanges de carbone avec l’atmosphère, mais elles peuvent également entraîner une augmentation de la quantité de carbone rejetée dans les océans par l'érosion induisant le transport de matières organiques dans les rivières. Les changements de couverture du sol induits par le changement climatique entraînent également des modifications de l'albédo planétaire, induisant des rétroactions complexes dans le bilan bilan radiatif de la Terre.

Des niveaux plus élevés de CO2 dans l'atmosphère améliorent l'efficacité de la photosynthèse, augmentant ainsi la croissance des plantes et la production primaire, ce qui pourrait amener la biosphère à extraire davantage de dioxyde de carbone de l'atmosphère. Des incertitudes demeurent cependant sur le temps pendant lequel ce carbone resterait séquestré dans la biosphère terrestre avant d'être relargué dans l'atmosphère, et il est probable que d'autres facteurs limitants (notamment la disponibilité en azote, l'humidité, etc.) empêcheraient l'effet fertilisant du CO2 d'augmenter significativement la production primaire.[réf. nécessaire]
1. ↑  (en) Ron Milo, Rob Phillips et Yinon M. Bar-On, « The biomass distribution on Earth », Proceedings of the National Academy of Sciences, vol. 115, no 25,‎ 19 juin 2018, p. 6506–6511 (ISSN 0027-8424 et 1091-6490, PMID 29784790, PMCID PMC6016768, DOI 10.1073/pnas.1711842115, lire en ligne, consulté le 20 janvier 2019)
2. ↑  Falkowski, Scholes, Boyle et Canadell, « The Global Carbon Cycle: A Test of Our Knowledge of Earth as a System », Science, vol. 290, no 5490,‎ 2000, p. 291–296 (PMID 11030643, DOI 10.1126/science.290.5490.291, Bibcode 2000Sci...290..291F)
3. 1 2  Prentice, « The carbon cycle and atmospheric carbon dioxide », Climate change 2001: the scientific basis: contribution of Working Group I to the Third Assessment Report of the Intergouvernmental Panel on Climate Change / Houghton, J.T. [edit.], 2001 (consulté le 31 mai 2012)
4. ↑  Sedjo, Roger.1993. The Carbon Cycle and Global Forest Ecosystem. Water, Air, and Soil Pollution 70, 295–307. (via « Wild Report on Forests, Carbon, and Global Warming »(Archive.org • Wikiwix • Archive.is • Google • Que faire ?))
5. ↑  Verbyla, « Browning boreal forests of western North America », Environmental Research Letters, vol. 6, no 4,‎ 2011, p. 041003 (DOI 10.1088/1748-9326/6/4/041003, Bibcode 2011ERL.....6d1003V)
6. ↑  Loranty et Goetz, « Shrub expansion and climate feedbacks in Arctic tundra », Environmental Research Letters, vol. 7,‎ 2012, p. 011005 (DOI 10.1088/1748-9326/7/1/011005, Bibcode 2012ERL.....7a1005L)
7. ↑  Sambaraju, Carroll, Zhu et Stahl, « Climate change could alter the distribution of mountain pine beetle outbreaks in western Canada », Ecography, vol. 35, no 3,‎ 2012, p. 211 (DOI 10.1111/j.1600-0587.2011.06847.x)